# Michael Grimm (Schauspieler)
Michael Grimm (* 15. März 1944 in Pulsnitz, Sachsen) ist ein deutscher Schauspieler und Synchronsprecher.

## Leben und Wirken
Grimm durchlief von September 1963 bis Mai 1966 eine Ausbildung zum Steuerberater und besuchte abends die Schauspielschule des bekannten Münchner Lehrers Oskar von Schab. Im Mai 1966 gab er seinen Theater-Einstand mit Friedrich Schillers Die Räuber am Fränkisch-Schwäbischen Städtetheater Dinkelsbühl. Anschließend war Grimm freiberuflich tätig und ging mit Stückverträgen auf Tourneen, die ihn nach Nord- wie Süddeutschland aber auch nach Österreich (Graz) führten. In Norddeutschland sah man ihn seit 1985, als er als Der Ölprinz in dem gleichnamigen Karl May Stück auftrat, auch mehrmals im Rahmen der Karl-May-Festspiele in Bad Segeberg.
Seit 1969 beim Film, wirkte Grimm noch im selben Jahr an der Seite seines Lehrers Schab in dem Vampirfilm Jonathan von Hans W. Geissendörfer mit. Fünf Jahre darauf erhielt der Künstler eine weitere Nebenrolle, diesmal an der Seite von Clint Eastwood und Heidi Brühl, in dem im Sommer 1974 in Deutschland entstandenen US-Thriller Im Auftrag des Drachen. 1991 erhielt er mit dem Herrn Ritschel eine durchgehende Rolle in der ZDF-Serie Unsere Hagenbecks.

## Filmografie
- 1969: Tausendundeine Nacht (TV-Serie)
- 1969: Jonathan
- 1970: Kannibalen
- 1970–1972: Der Kommissar (TV-Serie, zwei Folgen)
- 1972: Alpha, Alpha
- 1973: Der Bastian (TV-Serie, eine Folge)
- 1975: Im Auftrag des Drachen (The Eiger Sanction)
- 1982: Neues aus Uhlenbusch (TV-Serie, eine Folge)
- 1983: Nordlichter: Geschichten zwischen Watt und Weltstadt (TV-Serie, eine Folge)
- 1986: Wanderjahre
- 1986: Jokehnen oder Wie lange fährt man von Ostpreußen nach Deutschland? (TV-Dreiteiler)
- 1987–1989: Der Landarzt (TV-Serie, zwei Folgen)
- 1989: Pole Poppenspäler
- 1991: Unsere Hagenbecks